# Sam Firstenberg
Sam Firstenberg (urodził się jako Shmulik Firstenberg 13 marca 1950 w Wałbrzychu) – izraelsko-amerykański reżyser filmowy.
Urodził się w Polsce w żydowskiej rodzinie, wychował się w Jerozolimie. Ukończył studia licencjackie na Loyola Marymount University, wyższe wykształcenie uzyskał w Los Angeles, Kalifornia. Przez większą część swojej kariery był najbardziej znany z tworzenia typowych, niskobudżetowych filmów  kategorii „B”, wśród nich pierwszych dwóch filmów z serii American Ninja: Amerykański ninja i Amerykański ninja 2: Konfrontacja. Sam Firstenberg stał się reżyserem filmów od komedii do filmów akcji, od muzycznych po dramaty, science fiction, thriller i horror.
W dniach 10–12 czerwca 2017 odbył się pokaz filmów Sama Firstenberga na Festiwalu Filmów Kultowych w Gdańsku; w trakcie wydarzenia miały miejsce prelekcje reżysera.

## Filmografia
- One More Chance (1983)
- Revenge of the Ninja (1983)
- Ninja III: The Domination (1984)
- Breakin' 2: Electric Boogaloo (1984)
- Amerykański ninja (American Ninja) (1985)
- Siła pomsty (Avenging Force) (1986)
- Amerykański ninja 2: Konfrontacja (American Ninja 2: The Confrontation) (1987)
- Riverbend (1989)
- Neshika Bametzach (1990)
- Delta Force 3: The Killing Game (1991)
- American Samurai (1992)
- Cybernetyczny gliniarz (Cyborg Cop) (1993)
- Blood Warriors (1993)
- Cyborg Cop II (1994)
- Criss Cross (1996)[4]
- Operation Delta Force (1997)
- Motel Blue (1997)
- Wyspa piratów (McCinsey's Island) (1998)[5]
- The Alternate (2000)
- Spiders II: Breeding Ground (2001)
- Quicksand (2002)
- The Interplanetary Surplus Male and Amazon Women of Outer Space (2003)